# Selenur de coure gal·li i indi
El (di)selenur de coure gal·li i indi (amb acrònim anglès CIGS) és un material semiconductor I-III-VI₂ format per coure, indi, gal·li i seleni. El material és una solució sòlida de selenur de coure i indi (sovint abreujat "CIS") i selenur de coure i gal·li. Té una fórmula química de CuIn (1-x) Ga(x)Se₂ on el valor de x pot variar de 0 (selenur d'indi de coure pur) a 1 (selenur de coure pur de gal·li). CIGS és un semiconductor enllaçat tetraèdricament, amb l'estructura de cristall de calcopirita i una banda intercalada que varia contínuament amb x des d'uns 1,0 eV (per al selenur d'indi de coure) fins a uns 1,7 eV (per al selenur de coure de gal·li).
CIGS és un semiconductor enllaçat tetraèdricament, amb l'estructura de cristall de calcopirita. En escalfar-se es transforma a la forma de zincblenda i la temperatura de transició disminueix des de 1045 °C per a x=0 a 805 °C per a x=1. És més conegut com el material de les cèl·lules solars CIGS, una tecnologia de pel·lícula fina que s'utilitza a la indústria fotovoltaica. En aquesta funció, CIGS té l'avantatge de poder dipositar-se sobre materials de substrat flexible, produint panells solars lleugers i altament flexibles. Les millores en l'eficiència han fet de CIGS una tecnologia establerta entre els materials cel·lulars alternatius.